# 百眼の巨人アーガス
『百眼の巨人アーガス』（原題：Argus）は、イギリスのロック・バンド、ウィッシュボーン・アッシュが1972年に発表した3作目のスタジオ・アルバム。

## 背景
アンディ・パウエルは、ザ・フーと共にツアーを行った際にピート・タウンゼントの作り出したコード進行に感銘を受け、それが「ブローイン・フリー」の作曲に繋がったという。「剣を棄てろ」にはルネッサンスのキーボーディストとして知られるジョン・タウトがゲスト参加しており、アンディ・パウエルは後に、その返礼としてルネッサンスのアルバム『燃ゆる灰』のレコーディングに参加した。
アルバム・タイトルはスティーヴ・アプトンの発案で、ギリシア神話の巨人アルゴスに由来している。ヒプノシスがデザインしたジャケットは、ケン・ラッセルの監督映画『肉体の悪魔』（1971年）で使われた衣装を借りて、フランスのプロヴァンスで撮影された。

## 反響・評価
イギリスでは1972年5月20日付の全英アルバムチャートで初登場3位となり、バンド唯一の全英トップ10アルバムとなって、合計20週トップ100入りした。アメリカでは13週にわたりBillboard 200入りを果たして、1972年7月29日に最高169位を記録した。ノルウェーではバンド初のアルバム・チャート入りを果たし、3週トップ40入りして最高21位を記録した。
William Ruhlmannはオールミュージックにおいて5点満点中4点を付け「様々なスタイルの音楽を、彼ら独自の方法で融合して個性的なサウンドを作り上げた作品」「"The King Will Come"や"Warrior"における中世的な感触の歌詞は、音楽に荘厳な色を与える手法として、当時のブリティッシュ・ロック界で広く用いられていたが、これらの曲では、ツイン・リード・ギターやジャムのスペースを伴ったアレンジが巧みに機能している」と評している。

## リイシュー
1991年の再発CDには、シングル「ブローイン・フリー」のB面曲「ノー・イージー・ロード」がボーナス・トラックとして追加された。また、2002年リマスターCDには、1972年8月21日のメンフィス公演のライヴ録音を収録したプロモーションEP『Live from Memphis』からの3曲が追加収録された。

## 収録曲
全曲ともメンバー4人の共作。
1. 時は昔 - "Time Was" - 9:45
2. いつか世界は - "Sometime World" - 6:57
3. ブローイン・フリー - "Blowin' Free" - 5:18
4. キング・ウィル・カム - "The King Will Come" - 7:08
5. 木の葉と小川 - "Leaf and Stream" - 3:56
6. 戦士 - "Warrior" - 5:54
7. 剣を棄てろ - "Throw Down the Sword" - 5:56

### 1991年再発CDボーナス・トラック
1. ノー・イージー・ロード - "No Easy Road" - 3:39

### 2002年リマスターCDボーナス・トラック
1. ジェイル・ベイト - "Jail Bait (Live)" - 4:57
2. 巡礼 - "The Pilgrim (Live)" - 10:10
3. フェニックス - "Phoenix (Live)" - 17:06

## 参加ミュージシャン
- マーティン・ターナー - ボーカル(all songs[11])、ベース
- アンディ・パウエル - ボーカル(on #2, #3, #4, #6, #7[11])、リードギター、リズムギター、アコースティック・ギター
- テッド・ターナー - ボーカル(on #1, #3[11])、リードギター、スライドギター、リズムギター、アコースティック・ギター
- スティーヴ・アプトン - ドラムス、パーカッション

アディショナル・ミュージシャン
- ジョン・タウト - オルガン(on #7)